# Río Têt
El río Têt es un río del sur de Francia que discurre por el Rosellón en la región de Occitania.

## Geografía

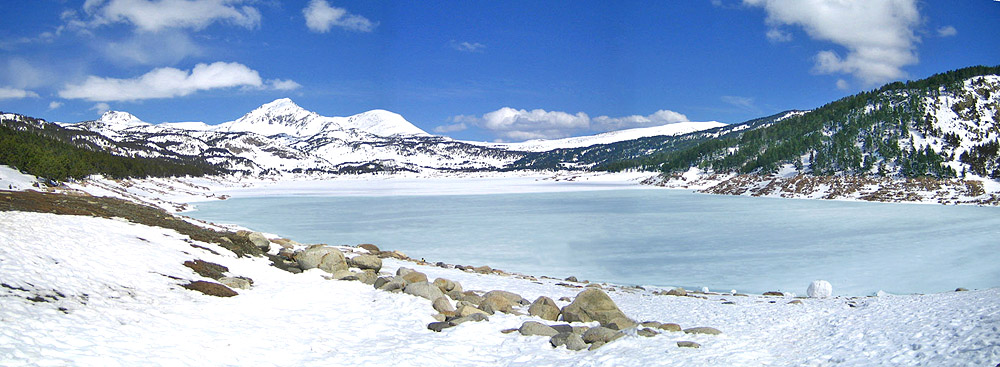
El lago (artificial) de la Bollosa, el nacimiento del Têt.

El río Têt nace en las laderas del pico Carlit, en los Pirineos, aunque se suele dar como origen el lago artificial de la Bollosa (a 2017 m de altitud), ya que por encima solamente hay pequeños arroyos de montaña que recogen el agua de varios lagos y lagunas, alguno de ellos llegando casi a los 2600 m. El río discurre en dirección noreste por el departamento de los Pirineos Orientales. Atraviesa Prades, Millas y Perpiñán, y luego desemboca en el mar Mediterráneo en la localidad de Canet-en-Roussillon, tras 120 km de recorrido.
Su cuenca es de 1550 km² y su caudal medio de 7,5 m³/s, alcanzando un máximo todos los años en primavera, como consecuencia del deshielo, y otro en otoño dependiendo de las lluvias. Estas se producen de forma torrencial multiplicando el caudal de forma desorbitada. Así, el 17 de octubre de 1940 tuvo lugar la mayor crecida de su historia con un caudal que se calculó en Perpiñán de 2600 m³/s a 3600 m³/s, lo que supone unos 2000 L/s/km², más de 400 veces el caudal normal. Para evitar catástrofes hay dos embalses en su cuenca.